# Вільям Хомський
Вільям (Зєєв) Хомський (англ. William Chomsky, їд. זאב כאמסקי; 15 січня 1896 — 19 липня 1977) — американський вчений івриту. Батько лінгвіста та філософа Ноама Чомскі .
З 1924 року був членом факультету Єврейського педагогічного інституту Грац-коледжу, став президентом факультету в 1932 році, де він залишався до 1969 року. У 1955 році також почав викладати в коледжі Дропсі, до якого він був приєднаний 1977 року.

## Біографія
Зеев Хомський народився 1896 року в селі Купіль Волинської губернії Російської імперії (на території сучасної України). Після імміграції до Сполучених Штатів Америки в 1913 році аби уникнути служби в царській армії, працював у потогінних цехах у Балтиморі, перш ніж влаштуватися викладачем в єврейських початкових школах міста, а зароблені гроші витрачав на навчання в Університеті Джонса Гопкінса . Переїхавши до Філадельфії, у 1923 році Хомський став суперінтендантом (директором) ізраїльської релігійної школи Мікве.
З 1924 року Хомський додатково викладав у педагогічному Коледжі Граца (англ. Gratz College) — найстарішому педагогічному коледжі США. Він став одним із президентів вченої ради Коледжу Граца в 1932 році, а в 1949 році — головою вченої ради. Пішов з цієї посади у 1969 році. Він також був професором івриту в Коледжі Дропсі у 1955—1977 роках.
Хомський був фахівцем з історії єврейської граматичної традиції Давида Кімхи (1160—1235). Його некролог Associated Press (опублікований у New York Times) описує його як одного з провідних дослідників граматики івриту в світі. Займався дослідженнями середньовічного івриту, написав серію книг про цю мову: «Як викладати іврит у початкових класах» (1946), «Іврит, історія живої мови» (1947), «Іврит, вічна мова» (1957), а також відредагована версія граматики івриту Девіда Кімхі (1952).

## Особисте життя
19 серпня 1927 року Хомський одружився з Елсі Симонофскі (1903—1972), уродженці Бобруйська, яка з 1906 року проживала в США. Вона також викладала у Gratz College. У пари в шлюбі народилося двоє синів: Ноам (нар. 1928), лінгвіст та активіст, та Девід Елі (1934—2021), лікар. Через рік після смерті своєї першої дружини Вільям Хомський одружився з Руд Шендель, яка овдовіла на той час, та була матір'ю одного з друзів дитинства його старшого сина.

## Вибрана бібліографія
- Chomsky, William: How the Study of Hebrew Grammar Began and Developed; The Jewish Quarterly Review, New Ser., Vol. 35, No. 3. (Jan., 1945), pp. 281–301 JStor
- Chomsky, William: How to Teach Hebrew in the Elementary Grades; New York, The United Synagogue Commission on Jewish Education, XIV 295 p. 22 cm. 1946.
- Chomsky, William: David Kimhi's Hebrew Grammar: (Mikhlol) Systematically Presented and Critically Annotated by William Chomsky; Bloch Pub Co, New York, for Dropsie College, XXXIV 427 p. 23 cm, 1952 (available in paperback as 2001 edition, ISBN 978-0-8197-0719-2)
- Chomsky, William: Hebrew: The Eternal Language; Jewish Publication Society of America, Philadelphia 1964, c1957, other edition: June 1975, ISBN 978-0-8276-0077-5